# Melchor Bravo de Saravia

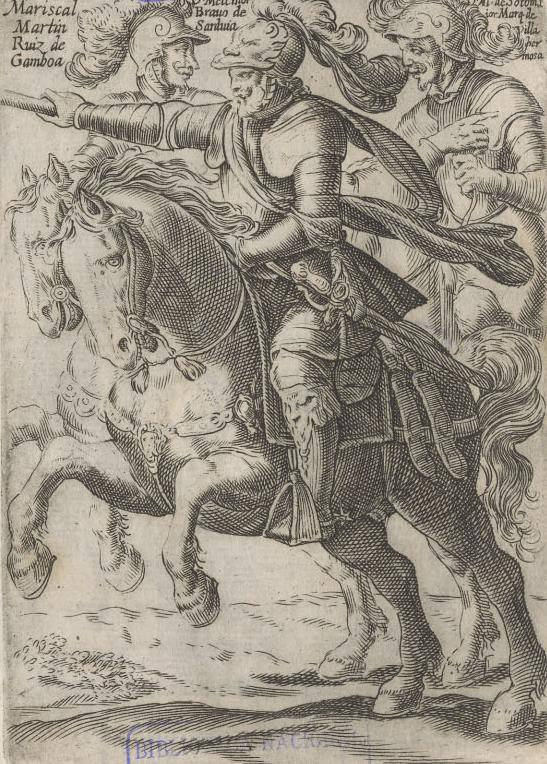
Melchor Bravo de Saravia (Mitte) neben Gamboa (links), und Sotomayor (rechts).
(Darstellung von 1616)

Melchor Bravo de Saravia y Soto Mayor (* 1512 – nach anderen Quellen 1497 – in Soria, Spanien; † 8. Dezember 1577 in Soria) war ein spanischer Richter und Kolonialbeamter. Er amtierte interimistisch als Vizekönig von Peru und als spanischer Gouverneur in Chile.

## Leben

### Herkunft und Ausbildung
Über das Geburtsjahr herrscht keine Einigkeit unter den Historikern: José Toribio Medina nennt 1512, während Diego Barros Arana auf 1497 hindeutet.
Während seiner Jugend hat Bravo Rechtswissenschaften studiert, spätere Urkunden und sein Grabmal weisen ihn als „doctor“ aus. Im Dienste der spanischen Krone fungierte er zunächst als Verwaltungsrichter von Neapel.

### An der Real Audiencia von Lima
1547 ernannte ihn König Karl V. zum Oidor der neuen Real Audiencia, die er im Königreich Neugranada einrichten ließ, sandte ihn dann aber ins heutige Peru an die Real Audiencia von Lima. Als im Juli 1552 der Vizekönig Antonio de Mendoza starb, übernahm er interimistisch die Aufgabe des Vizekönigs. In seine Amtszeit fiel der Aufstand von Francisco Hernández Girón (1553–1554), der die königliche Verwaltung in Südamerika an den Rand des Zusammenbruchs brachte. Bravo zeichnete sich bei der Niederschlagung des Aufstandes auch als umsichtiger Befehlshaber aus.

### Amtszeit als Gouverneur von Chile
Als 1565 die Real Audiencia von Chile in Concepión eingerichtet wurde, regierten die vier Oidores, die von König Philipp II. nach Chile berufen wurden, die Kolonie. 1567 entschied der König, dass er die Kolonialverwaltung keinem Gremium von vier Personen überlassen wollte, so dass er stattdessen einen Gouverneur als verantwortlichen Vertreter der Krone einsetzte. Dieses Amt übertrug er Melchor Bravo de Saravia.
Im Juli 1568 erreichte Bravo mit seiner Familie und Entourage aus Peru kommend den Hafen von La Serena. Dort ließ er seine Familie zurück und machte sich trotz seines Alters zu Pferd auf die lange und beschwerliche Reise nach Santiago de Chile, wo er am 16. August 1568 eintraf.
Die Bevölkerung erhoffte sich vom Gouverneur und den Truppenverstärkungen, die er mitbrachte, vor allem ein Ende des kräfte- und ressourcenraubenden Krieges mit den Einheimischen. Mit Frühlingsbeginn, im September 1568, machte er sich mit seinem Heer von Santiago aus auf den Weg und erreichte Concepción im November. Zunächst erhoffte er sich, die Indianer friedlich zu unterwerfen, doch die Ureinwohner wehrten sich mit Waffengewalt gegen die Missionierung und Befriedungsversuche der Spanier. In Folge startete Bravo einen weiteren Versuch, die Einheimischen mit Waffengewalt zu unterwerfen.
Im Januar 1569 erlitten die Spanier unter dem Befehl von Martín Ruiz de Gamboa im Kampf mit den Indianern in der Schlacht von Catirai eine vernichtende und demoralisierende Niederlage. Bravo versuchte, mit seinen Truppen, Nachschub für die bedrängten Spanier zu bringen. In der Folge mussten die Europäer die befestigten Siedlungen von Cañete und Arauco wieder aufgeben. Geschlagen zogen sich die Truppen um den Gouverneur Bravo de Saravia an die Küste zurück und erreichten Ende März 1569 wieder Concepción.
Bravo bat den König um weitere Verstärkungen für die Kolonie und bot angesichts seiner fehlenden militärischen Erfolge seine Ablösung an.
Am 8. Februar 1570 erschütterte ein schweres Erdbeben Concepción. Der folgende Tsunami erreichte die Stadt erst geraume Zeit später, so dass Zeit genug war, die Bewohner in Sicherheit zu bringen. Die Gebäude und Befestigungen der Stadt aber wurden in hohem Maße zerstört.
Gegen Ende des Jahres trafen frische Kolonialtruppen aus Lima in Chile ein, und Bravo unternahm einen weiteren Feldzug zur Unterwerfung der Mapuche. Wieder blieben die Spanier erfolglos, die Indianer überraschten die Konquistadoren bei Purén, Bravo entsandte Unterstützungstruppen unter Befehl seines Sohnes Ramón, aber auch die vermochten nichts auszurichten.
1571 fiel unter die Amtszeit Bravos die Einrichtung der Diözese von La Imperial. Bald darauf wurde mit dem Bau der Kirche San Francisco begonnen, sie ist heute das älteste noch erhaltene Bauwerk von Santiago.

### Kritik und Ablösung
Der Klerus kritisierte das System der Zwangsarbeit, zu der die Einheimischen in den Bergwerken Chiles gezwungen wurden. 1572 änderte Philipp II. das Abgabensystem auf ein Steuersystem. Auch die Amtsführung Melchor Bravos wurde von Kirchenvertretern am spanischen Hof heftig kritisiert. Der Gouverneur sei unfähig, höre nicht auf den Rat erfahrener Militärs, zudem sei er korrupt und würde Familienmitglieder und Freunde bereichern, so die Vorwürfe.
Bravo bat angesichts der fortdauernden militärischen Niederlagen und der Kritik an seiner Amtsführung erneut um seine Abberufung. 1573 entsprach der König seiner Bitte, und 1575 kehrte Melchor Bravo de Saravia nach Europa zurück. Zwei Jahre später starb er in seiner Heimatstadt, wo er auch beerdigt ist.